# متان‌سولفونیک انیدرید
متان‌سولفونیک انیدرید (به انگلیسی: Methanesulfonic anhydride) با فرمول شیمیایی C۲H۶O۵S۲ یک ترکیب شیمیایی با شناسه پاب‌کم ۸۱۵۶۰ است. که جرم مولی آن ۱۷۴٫۲۰ g/mol می‌باشد. 
ترکیبات سولفوری با اکسیژن میانی بینشان که خاصیت رزونانسی اکسیژن میانی با اکسیژن های آنتی در صورت قرار گرفتن در دمای بالاتر ایجاد می شود. 